# Вентура (Њу Мексико)
Вентура (енгл. Ventura) насељено је место без административног статуса у америчкој савезној држави Њу Мексико.

## Демографија
По попису из 2010. године број становника је 468.
| Група             | 2000.    | 2010.       |
| Белци             | 0 (0,0%) | 281 (60,0%) |
| Афроамериканци    | 0 (0,0%) | 1 (0,2%)    |
| Азијати           | 0 (0,0%) | 2 (0,4%)    |
| Хиспаноамериканци | 0 (0,0%) | 171 (36,5%) |
| Укупно            | 0        | 468         |